# Nationella rörelsen för stabilitet och framsteg
Nationella rörelsen för stabilitet och framsteg (bulgariska: Национално движение стабилност и възход, NDSV), fram till den 3 juni 2007 Nationella rörelsen Simeon II (bulgariska: Национално движение Симеон Втори), är ett politiskt parti i Bulgarien. 
Det grundades 2001 av den bulgariske exkungen Simeon Sachsen-Coburg-Gotha, som då levde i exil i Spanien, och vann absolut majoritet i Bulgariens nationalförsamling i det följande valet (120 av 240 mandat) med 42,7 procent av rösterna. Det bildade en koalitionsregering med Rörelsen för rättigheter och friheter, med Simeon som premiärminister. Partiet förespråkar närmande till EU och NATO och en liberal ekonomisk politik. Det har utvecklats till ett liberalt parti och blev fullvärdig medlem av Liberala internationalen vid dess kongress i Sofia i maj 2005. 
Vid parlamentsvalen i Bulgarien den 25 juni 2005 förlorade partiet kraftigt i väljarstöd och blev näst störst (efter Bulgariska socialistpartiet) med 21,9 procent av rösterna och 42 av 240 parlamentsplatser. Partiet var medlem i regeringskoalitionen tillsammans med Bulgariska socialistpartiet och Rörelsen för rättigheter och friheter fram till det bulgariska valet i juli 2009, då koalitionen förlorade makten.
På en kongress den 3 juni 2007 bytte partiet namn till Nationella rörelsen för stabilitet och framsteg i ett försök att tona ned exkungens roll i partiet samtidigt som man kunde behålla förkortningen (på bulgariska).